# Noorda unipunctalis
Noorda unipunctalis là một loài bướm đêm trong họ Crambidae.